# Радио-телевизија Виком
Радио-телевизија Виком (скраћено РТВ Виком) је мрежа телевизијских предајника са правним седиштем у Бањој Луци (Српска улица бр. 2).